# 에덴의 선택
《에덴의 선택》(영어: Eden)은 2013년 공개된 미국의 드라마 영화이다.

## 줄거리
1994년 뉴멕시코주. 18살 한국계 미국인 현재는 친구들과 밖에 놀러나왔다가 소방관을 가장한 인신매매범에게 납치된다. 현재는 이던이라는 이름을 새로 받은 뒤 전자 발찌를 차고 매춘, 포르노그래피 출연을 강요당한다. 이던은 자처해서 회계 보조 등 운영을 도우면서 관리자 본의 신임을 얻고, 몰래 탈출을 모색한다.

## 출연
- 제이미 정 - 현재 "이던" 역
- 맷 올리리 - 본 역
- 보 브리지스 - 밥 역
- 에디 마티네즈 - 마리오 역
- 스콧 메클로위츠 - 제시 역
- 탠투 카디널 - 간호사 역
- 조지프 스티븐 양